# Барон
Барон е благородническа титла, а в по-широк смисъл – феодал. Думата е испанска (barón), като на свой ред тя произлиза от франкската дума baro, означаваща „свободен човек, воин“.
В британската аристократична система баронът е най-ниската перска титла, като веднага след нея идва виконтът. В Англия тази титла е въведена от Уилям Завоевателя. Един барон може да притежава феодално имение, наречено барония. Баронските титли са само наследствени, до 20 век, когато се въвеждат пожизнените титли. Всички новосъздадени перове сега носят титлата барон (съответно баронеса, като бившата министър-председателка Маргарет Тачър). Правилното обръщение към тях е „достопочтеният (-ата) лорд /лейди Х“.
Титлата „барон“ не трябва да се бърка с „баронет“ – съществуваща само във Великобритания почетна наследствена титла, въведена от крал Джеймс I през 1611 г. с цел да помогне за напълването на хазната (титлата се купува). Баронетът не може да бъде член на Камарата на лордовете. Той е с по-нисък ранг от барона и е между него и рицар.